# Porcelaine de Bát Tràng

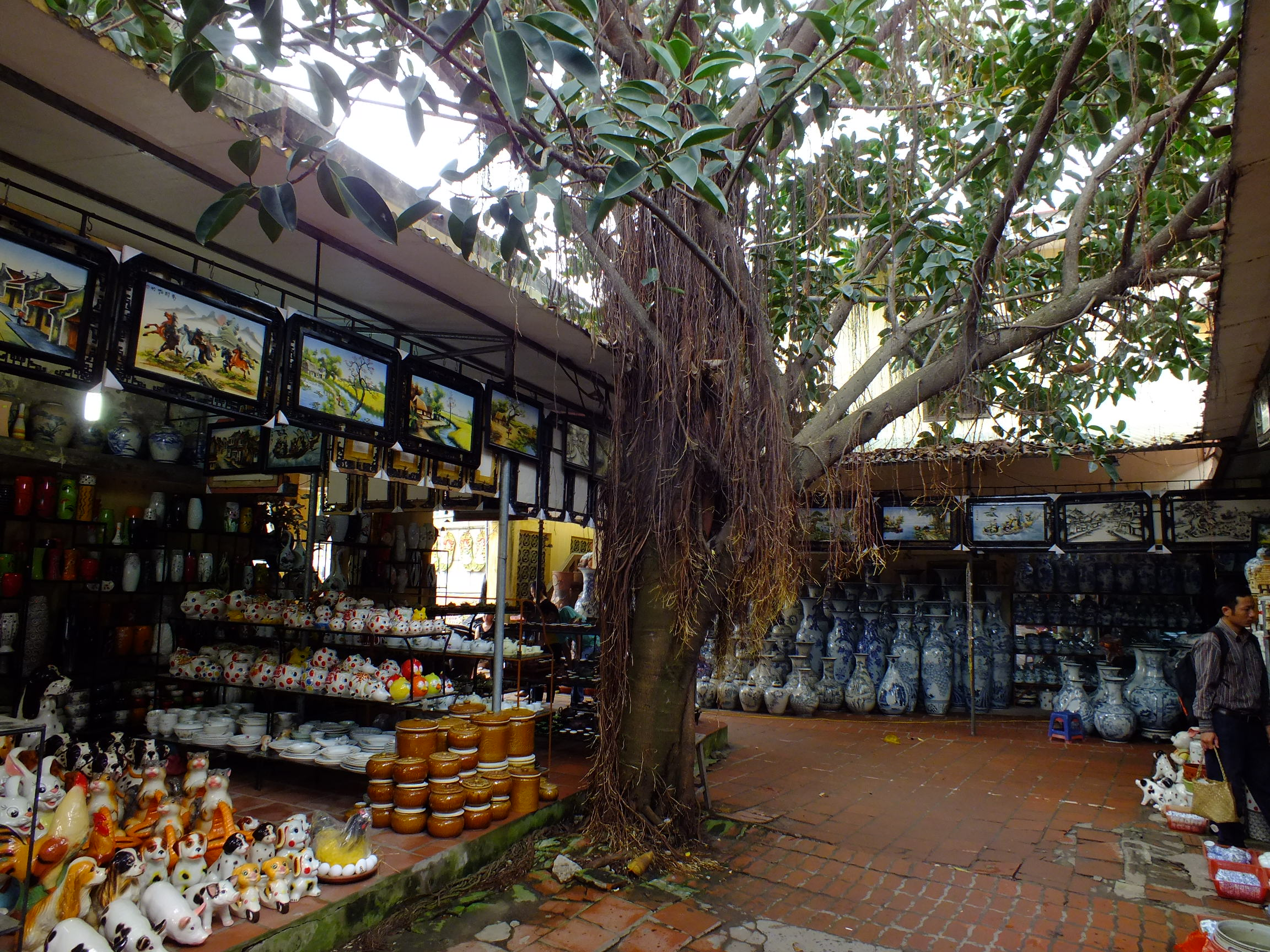
Étalages de porcelaine à Bát Tràng.

La porcelaine de Bát Tràng est la porcelaine produite au village de Bát Tràng, petit village de 6000 habitants, dans la banlieue de Hanoi. Considérée comme la plus fameuse du Viêt Nam, sa porcelaine est mondialement reconnue pour sa qualité. Cette porcelaine, sans doute produite à partir du XIVe siècle, était importée en Europe aux XVIe siècle et XVIIe siècle. Un véritable savoir-faire dans le domaine de la peinture à main levée sur porcelaine en fait, depuis plusieurs siècles, le village de référence pour la décoration des fameux vases à destination des temples chinois. 
Le village est toujours une référence dans le monde de la porcelaine aujourd'hui et ses nombreux artisans attirent de nombreux touristes chaque année. 